# Emiliano Zapata (Arriaga)
Emiliano Zapata es una localidad del estado mexicano de Chiapas. Es parte del municipio de Arriaga.

## Toponimia
El nombre de la localidad rinde homenaje a Emiliano Zapata, héroe de la Revolución mexicana.

## Demografía
| Gráfica de evolución demográfica |
|                                  |

| Censo | Población |
| ----- | --------- |
| 1940  | 293       |
| 1950  | 635       |
| 1960  | 1 177     |
| 1970  | 2 169     |
| 1980  | 2 737     |
| 1990  | 2 947     |
| 2000  | 2 990     |
| 2010  | 3 353     |
| 2020  | 3 542     |